# Pedra curativa

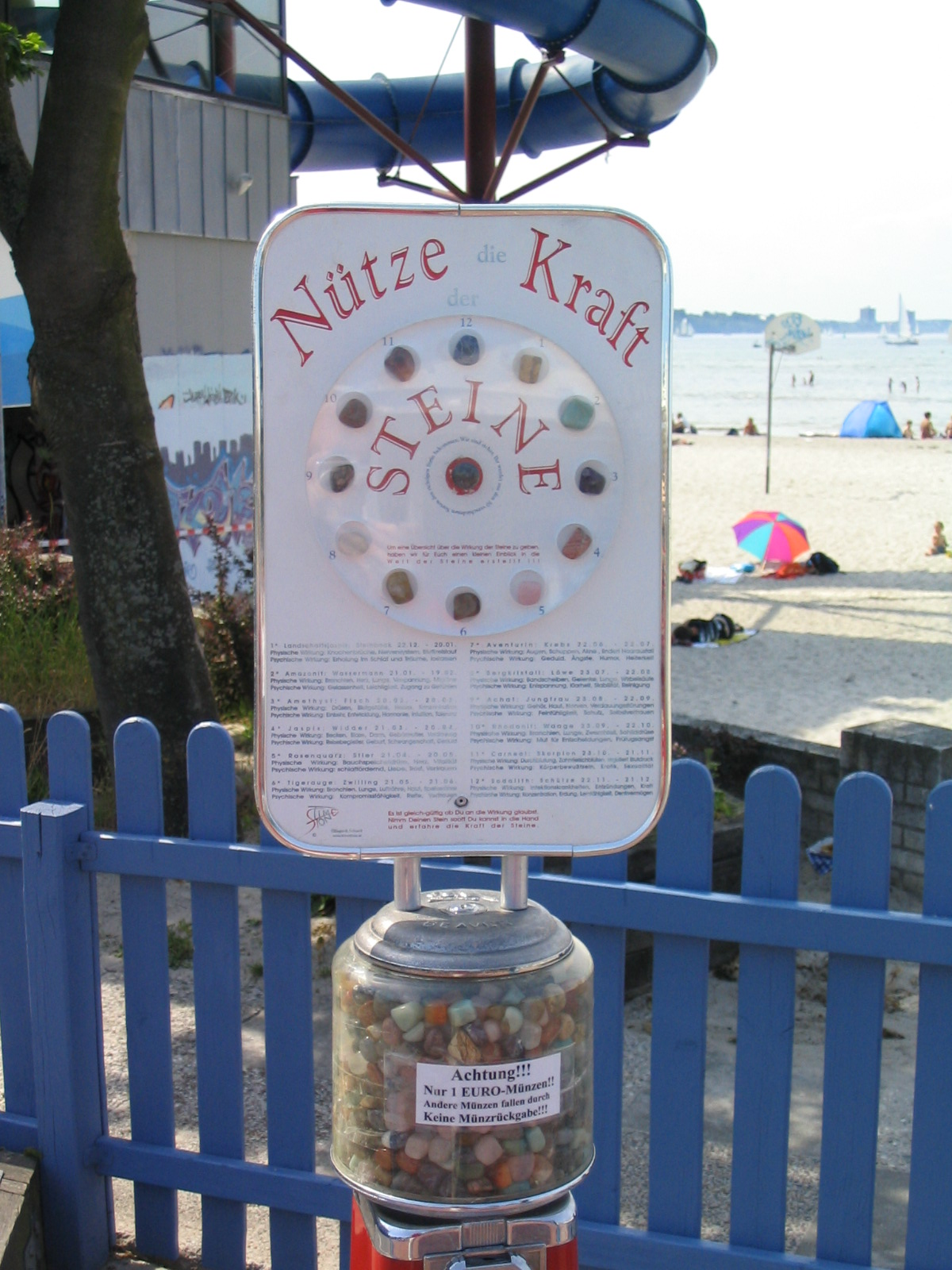
Aparelho para comprar pedras de força (1 € por pedra, Alemanha).

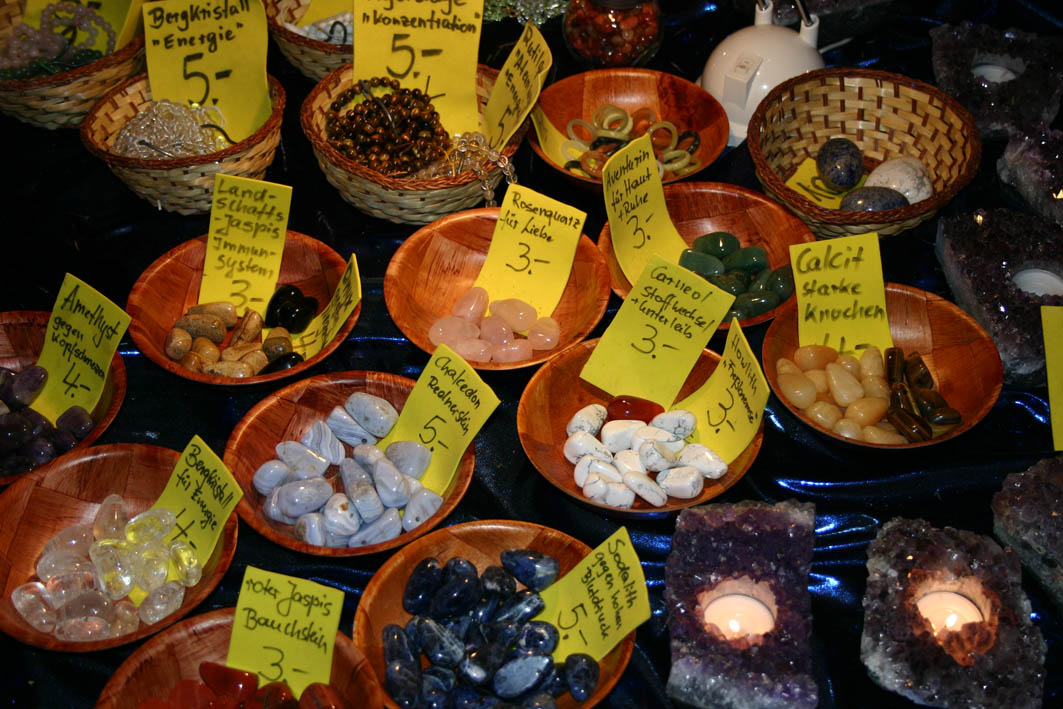
Pedras curativas à venda.

Como pedras curativas ou cristais de cura são denominadas substâncias inorgânicas ou fósseis, na maioria minerais, que apresentam efeitos curativos no tratamento de doenças como ansiedade  ou no bem-estar. Estas pedras podem ser colocadas na parte do corpo que necessite ser curada ou, alternativamente, como joalharia sendo capazes de ativar efeitos em quem as utilizar.
O uso de pedras curativas tornou-se popular com o surgimento da contracultura e do movimento New Age. Antes disso, foram empregadas, entre outros, por diversos povos nativos dos Estados Unidos.
Cristalterapia, cristaloterapia, às vezes também pedraterapia (massagem com pedras), são uma das formas da terapia alternativa que usam pedras curativas. 

## Alemanha
Numa sentença de 21 de agosto de 2008 (Az.: 327 O 204/08) do tribunal regional de justiça de Hamburgo (em alemão: Landgericht Hamburg) foi proibida a propaganda com pedras curativas. O tribunal considerou o contexto pedra com cura como concorrência desleal, diante da falta de provas científicas sobre os eventuais efeitos curativos, o que poderia enganar os consumidores destes produtos.

## Avaliação científica
Não há evidência científica revisada por pares de que a cura por cristais tenha algum efeito; ela é considerada uma pseudociência. Os supostos sucessos desse método podem ser atribuídos ao efeito placebo. Além disso, a energia, como um termo científico, é um conceito muito bem definido que é facilmente mensurável e tem pouca semelhança com o conceito esotérico usado pelos proponentes da cura por cristal. Além disso, para embasar cientificamente suas crenças, os praticantes costumam envolver conceitos de fisica quantica e de eletromagnetismo, sendo ambas ferramentas físicas muito complexas que requerem muito estudo para alcançar uma interpretação correta do que descrevem. Devido o nivel de complexidade, podem facilmente levar o iniciante à conclusões errôneas dos fatos e, assim, serem usadas para explicações de fenômenos que não possuem uma conexão direta, como o caso do uso esotérico desses conceitos promovendo uma cura e um bem-estar. 
Em 1999, os pesquisadores French e Williams conduziram um estudo para investigar o poder dos cristais em comparação com um placebo. Oitenta voluntários foram convidados a meditar com um cristal de quartzo ou uma pedra de placebo que era indistinguível do quartzo. Muitos dos participantes relataram se sentirem típicos "efeitos de cristal"; no entanto, isso ocorreu independentemente dos cristais serem reais ou placebo. Em 2001, Christopher French, chefe da unidade de pesquisa de psicologia anômala da Universidade de Londres e colegas do Goldsmiths College delinearam seu estudo de cura por cristais na Conferência Anual do Centenário da Sociedade de Psicologia Britânica, concluindo: "Não há evidências de que a cura por cristais funcione além do efeito placebo."
Os efeitos da cura por cristais também podem ser atribuídos ao viés cognitivo (que ocorre quando os crentes desejam que a prática seja verdadeira e veem apenas coisas que sustentam esse desejo). 
As técnicas de cura com cristais também são praticadas em animais, embora algumas organizações veterinárias, como a Associação Veterinária Britânica, tenham alertado que esses métodos não são cientificamente comprovados e afirmam que as pessoas devem procurar o conselho de um veterinário antes de usar técnicas alternativas. 

Os proponentes da cura pelo cristal e os teóricos da conspiração 5G alegaram falsamente a crença pseudocientífica e desinformativa de que a shungita pode absorver a radiação 5G.